# 平景隆
平 景隆（たいら の かげたか）は、鎌倉時代中期の九州の武士。壱岐国の守護代。平経高、平景高とも。壱岐国の守護は少弐氏で、景隆はその家人であったと考えられる。文永の役で壱岐島に来襲した蒙古軍と戦った。

## 概略
『八幡愚童訓』によれば、文永の役の文永11年（1274年）10月14日申の刻（午後4時から6時頃） 、蒙古軍が壱岐島の西岸に上陸すると、景隆は百余騎の武士を率いて馳せ向かい、庄三郎という者の城の前で矢を射かけて蒙古軍を迎え撃った。（壱岐島の戦い）
しかし、圧倒的大軍で押し寄せる蒙古軍にたちまち追い詰められ、景隆らは守護所の詰城である樋詰城に籠城。
日没とともに蒙古軍は船団に引き上げ、翌日景隆が篭る樋詰城を攻撃、景隆一同は城中で自害した。
景隆の自害により蒙古軍は壱岐を制圧し、多数の島民が殺害された。
景隆の下人の宗三郎が、対馬国の兵衛次郎と同じように、博多へ渡ってこのことを報告した。

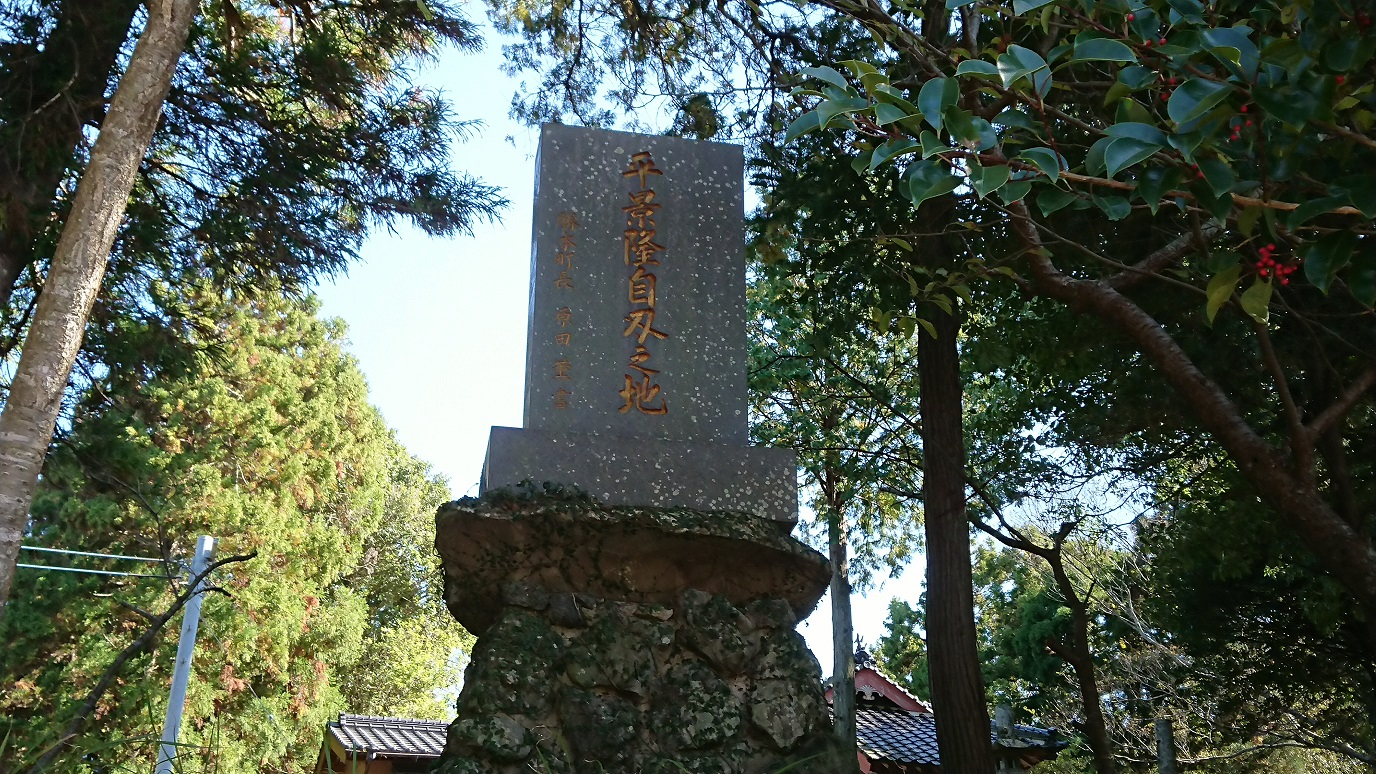
新城神社内に設置されている平景隆自刃の地を表す碑

明治維新後、全国的に忠臣の顕彰運動が高まり、刀伊の入寇、弘安の役の戦死者とともに新城神社（長崎県壱岐市勝本町）に祀られた。
1896年（明治29年）11月2日には、正四位が追贈された。